# NGC 1399
NGC 1399 (другие обозначения — ESO 358-45, MCG -6-9-12, AM 0336-353, FCC 213, PGC 13418) — эллиптическая галактика (E1) в созвездии Печь.
Этот объект входит в число перечисленных в оригинальной редакции «Нового общего каталога».
Галактика NGC 1399 входит в состав группы галактик NGC 1399. Помимо NGC 1399 в группу также входят ещё 41 галактика.

## Характеристики
Галактика находится на расстоянии около 65 миллионов световых лет от нас. Она является центральной галактикой Скопления Печи — второго по величине скопления галактик, находящегося в пределах 100 миллионов световых лет от нас. Исследования NGC 1399, а также соседней эллиптической галактики NGC 1404 показали, что они имеют необычно высокий уровень рентгеновского излучения. Наиболее мощные источники расположены в ядрах этих галактик. Также оказалось, что между NGC 1399 и NGC 1404 находится горячее газо-пылевое облако, которое тоже излучает в рентгеновском диапазоне.